# Amendüze-Unaso
Amendüze-Unaso (en francès i oficialment Amendeuix-Oneix), és una comuna de la Baixa Navarra, un dels set territoris del País Basc, al departament dels Pirineus Atlàntics i a la regió de la Nova Aquitània. Limita amb les comunes de Gabadi i Labetze-Bizkai al nord, Aiziritze-Gamue-Zohazti a l'est, Garrüze i Lüküze-Altzümarta a l'oest, Bithiriña al sud-oest, i Donapaleu al sud.

## Demografia
| 1901 | 1954 | 1962 | 1968 | 1975 | 1982 | 1990 | 1999 |
| ---- | ---- | --- | ---- | ---- | ---- | ---- | ---- |
| 342  | 294  | 286 | 289  | 329  | 327  | 381  | 367  |
|      |      | A partir de 1962, el cens té en compte la població resident definida com a "Population sans doubles comptes" per l'INSEE |      |      |      |      |      |

## Administració
| Date d'elecció                                             | Identitat              | Qualitat |
| ---------------------------------------------------------- | ---------------------- | -------- |
| Les données antérieures à 1995 ne sont pas encore connues. |                        |          |
| 1995                                                       | Armel Pierre Drouilhet |          |
| 2001                                                       | Armel Pierre Drouilhet |          |